# Pablo Kuri-Morales
Pablo Kuri Morales (Ciudad de México, Distrito Federal; 10 de noviembre de 1961) es médico cirujano y maestro en ciencias con énfasis en Epidemiología por la Universidad Nacional Autónoma de México, además de ser especialista en Salud Pública certificado por el Consejo de la Especialidad. Es miembro de la Academia Nacional de Medicina., Academia Mexicana de Cirugía. y Sociedad Mexicana de Salud Pública. Es reconocido como uno de los principales expertos en emergencias, seguridad en salud y pandemias. En 2009 participó en los trabajos de respuesta epidemiológica ante la pandemia de influenza AH1N1. Ha sido encargado de organizar la respuesta en México. ante amenazas como ántrax, influenza y ébola, entre otras.
Ha estado al frente en más de 20 operativos de campo, coordinando las acciones sanitarias  para la protección de la salud y prevención de enfermedades debido a desastres por fenómenos naturales, tal es el caso de los huracanes “Paulina”, “Ingrid”, “Manuel” y “Odile”, además de las inundaciones que afectaron el estado de Tabasco en 2007. 

## Administración Pública y Sector Privado
Ha ocupado cargos tanto en la Administración Pública Federal así como en el Sector Privado, entre los que destacan: Director Científico en Sanofi Aventis México (2009-2011), director general del Centro Nacional de Vigilancia Epidemiológica y Control de Enfermedades (CENAVECE) de la Secretaría de Salud. (2007-2009) y director general de Epidemiología en la Subsecretaría de Prevención y Control de Enfermedades, Secretaría de Salud (1997-2006), fue Subsecretario de Prevención y Promoción a la Salud de 2011 a 2018. Fue representante de México en la Iniciativa Global de Seguridad en Salud (GHSI, G7 más México) por casi 15 años. Actualmente es Consultor Independiente en temas de Salud. 

## Docencia
Fue profesor de la Facultad de Medicina de la Universidad Nacional Autónoma de México por  casi 34 años, en donde impartió cursos de pregrado y posgrado desde 1986 hasta 2019; ha dirigido numerosas tesis de posgrado y formado a destacados salubristas y epidemiólogos. Ha sido profesor en la Universidad Panamericana y profesor invitado en los CDC de Atlanta y la Universidad de Oxford.

## Investigación y publicaciones
Cuenta con más de 175 publicaciones originales de alcance nacional e internacional, sobre temas relacionados con la epidemiología, la prevención de las adicciones y las políticas públicas de salud. Ha sido citado en alrededor de 1,000 ocasiones.  Además, es autor de numerosos capítulos en libros de su especialidad.  

## Premios y distinciones
Por su trayectoria profesional ha sido galardonado con diferentes premios, como “Personaje del año 2015” en la entrega de los Premios ASPID de Comunicación y Publicidad Iberoamericana de Salud y Farmacia, Premio Biblos al Mérito 2015. en la Categoría de Ciencias del Consejo Directivo de Centro Libanés, A.C. y la Asociación Biblos A.C. (2015) y Premio Doctor Gerardo Varela. del Consejo de Salubridad General de la Secretaría de Salud (2014).